# Crematogaster abdominalis
Crematogaster abdominalis es una especie de hormiga acróbata del género Crematogaster, categorizada en la tribu Crematogastrini, de la subfamilia Myrmicinae. Fue descrita por Motschoulsky en 1863.

## Distribución
Se distribuye por la región indomalaya: India.